# Beilschmiedia descoingsii
Beilschmiedia descoingsii là loài thực vật có hoa trong họ Nguyệt quế. Loài này được Fouilloy miêu tả khoa học đầu tiên năm 1972 publ. 1973.